# Sindrome da ciclo sonno-veglia alterato
La sindrome da ciclo sonno veglia alterato descrive un disturbo cronico del ritmo circadiano di un individuo.

## Clinica
Le persone affette da tale sindrome sperimentano uno scivolamento costante dell'orario in cui sentono il bisogno di dormire, solitamente di un paio d'ore al giorno. Si viene a costituire così un ciclo lungo più settimane in cui gli orari di addormentamento e risveglio variano, fino a tornare all'orario abituale e ricominciare.
Il ciclo di sonno e veglia risulta totalmente alterato e varia di giorno in giorno come se il paziente vivesse in condizioni di totale isolamento dalla misurazione del tempo.